# Valerio Cattaneo
Valerio Cattaneo (Varese, 13 settembre 1965) è un ex politico italiano.

## Biografia
Valerio Cattaneo nasce il 13 settembre 1965 a Varese e risiede a Ghiffa, sul Lago Maggiore. Ha la doppia cittadinanza italiana-francese. Ha prestato servizio militare nell'Arma dei Carabinieri. Laureato in Scienze politiche.
È imprenditore in diversi settori tra cui il turismo e i servizi. È giornalista pubblicista dal 1999. È stato presidente del Consiglio regionale del Piemonte durante l'intera IX legislatura regionale e, per un breve periodo della XVI legislatura statale, deputato al Parlamento.
Dal 2014 non svolge più attività politica attiva.

## Carriera politica
Fin dalla nascita del partito Cattaneo aderisce a Forza Italia di Silvio Berlusconi, per cui il 23 aprile 1995 è consigliere comunale di Verbania, poi rieletto nelle elezioni del 1999, del 2004 e del 2009.
Tra il 1999 ed il 2000 è stato assessore alla polizia locale, caccia, pesca, parchi e agricoltura della Provincia del Verbano-Cusio-Ossola. Viene eletto coordinatore provinciale di Forza Italia a Verbania dal 1997 al 2000 e dal 2006 al 2008. Dal 1998 al 2008, anno di fondazione de Il Popolo della Libertà, è consigliere nazionale di Forza Italia.
Il 16 aprile 2000 è eletto per la prima volta in Consiglio regionale, ricoprendo per l'intera legislatura l'incarico di capogruppo di Forza Italia e, temporaneamente, quello di presidente della VI commissione permanente (cultura, istruzione, università, sport e giovani).
Nel 2005 è nominato consigliere di amministrazione e membro del comitato esecutivo dell'Istituto Finanziario Piemontese - Finpiemonte S.p.A.: dal 2007 al 2010 ne è stato vicepresidente e consigliere delegato. Nel frattempo viene rieletto per la seconda volta coordinatore provinciale di Forza Italia del VCO dal 2006 al 2008.
Nel 2009 con la nascita del PdL ne diventa il primo coordinatore provinciale ed entra a far parte anche della direzione regionale del partito in Piemonte. Alle elezioni amministrative del 2009 è il primo degli eletti nelle liste del PdL sia per il Consiglio provinciale del VCO che per il Consiglio comunale della città di Verbania.
Alle elezioni regionali del 2010 è rieletto consigliere regionale, nella circoscrizione del Verbano-Cusio-Ossola, con 10.468 voti di preferenza personale.
Il 3 maggio 2010 è eletto con una larga maggioranza presidente del Consiglio regionale del Piemonte.
Il 10 gennaio 2011 subentra come deputato al viceministro all'economia Giuseppe Vegas, neopresidente della CONSOB. Si dimette dal Parlamento l'8 marzo successivo, scegliendo di restare presidente del Consiglio regionale del Piemonte, carica in cui è rieletto a larga maggioranza nella seduta del 21 novembre 2012.
Nel gennaio 2013 lascia il PdL e si candida al Senato in Piemonte nella lista di Fratelli d'Italia, come indipendente, dietro il capolista Guido Crosetto. Non eletto (FdI non elegge nessun senatore), si iscrive dapprima al Gruppo misto in Consiglio regionale, aderendo nel dicembre 2013 al gruppo consiliare del Nuovo Centrodestra, senza però mai aderire al partito. Non si candida alle elezioni regionali anticipate del 25 maggio 2014, decidendo di tornare a fare l'imprenditore a tempo pieno. Il 30 giugno successivo, con l'elezione del suo successore, cessa dalle funzioni di Presidente dell'Assemblea piemontese.

## Rimborsopoli
Nel 2014, a seguito del rinvio a giudizio nell'inchiesta per peculato e truffa sui rimborsi delle spese consiliari che ha visto indagati 52 Consiglieri regionali su 60 componenti l’Assemblea, Cattaneo opta per il rito abbreviato ed è condannato a 1 anno e 8 mesi di reclusione, con l'interdizione dai pubblici uffici per la durata della pena. Pena sospesa, non menzione e condizionale. Anche per il fatto che la Corte dei Conti di Torino, il 14 luglio 2014, ha archiviato il procedimento contabile Cattaneo si dice fiducioso e ha presentato ricorso immediatamente alla Corte d’Appello di Torino per vedere riconosciuta la propria innocenza.

## Onorificenze
- Ufficiale dell'Ordine al Merito Melitense 2008
 - Croce dell'Ordine al Merito Melitense 2003